# Lipinia vittigera
Lipinia vittigera — вид сцинкоподібних ящірок родини сцинкових (Scincidae). Мешкає в Південно-Східній Азії.

## Поширення і екологія
Lipinia vittigera мешкають на півдні М'янми, в Таїланді, в Індокитаї, на Малайському півострові, на Калімантані та на Ментавайських островах. Вони живуть у первинних і вторинних діптерокарпових лісах. Зустрічаються на висоті до 1500 м над рівнем моря.